# Vissavald
Vissavald (m. 995) fue un caudillo vikingo, rey de Garðaríki, según Heimskringla del escaldo Snorri Sturluson. En su afán de obtener la mano de la princesa Sigrid la Altiva, aceptó la invitación a un banquete con otro pretendiente, Harald Grenske, rey noruego del Vestfold. Tras el festín, ambos fueron quemados vivos dentro de la sala de festejos, como lección para ahuyentar a otros pretendientes pues Sigrid consideraba que eran demasiado persistentes en sus continuos ruegos de matrimonio.
Vissavald o Vissevald es una versión del nombre ruso Vsévolod y del báltico Visvaldas/Visvaldis.